# Miahuatlán de Porfirio Díaz
Miahuatlán es una ciudad mexicana ubicada en la región sierra sur del estado de Oaxaca. Es la cabecera del Distrito de Miahuatlán y del municipio de Miahuatlán de Porfirio Díaz. Su nombre oficial es Miahuatlán de Porfirio Díaz, según Decreto N.º 44 del 27 de septiembre de 1948 del entonces gobernador del estado de Oaxaca, Rubén Cortez González.

## Toponimia
La palabra Miahuatlán se deriva del náhuatl miahuatl, espiga de maíz, y tlan, lugar o campo. En idioma zapoteco se llamó Pelopenitza, que significa "donde principia nuestro ojo de agua" o "pueblo junto al agua", Quienes aún hablan zapoteco le llaman Yezhe Doo, como también se le nombró en su esplendor indígena, y que significa "gran pueblo"[cita requerida] es un distrito de la Sierra Sur, aunque muchos escritos dicen que pertenece a los Valles Centrales.

## Historia
En las postrimerías del siglo XV, Pelopenitza fue nuevamente reconquistado por los aztecas, en esta ocasión al mando de Ahuitzotl, octavo huey tlatoani (rey) de México, después de fuertes y prolongadas luchas vencieron a los zapotecas. Les impusieron su religión, costumbres, idioma, y otra vez le quitaron el nombre zapoteca de Pelopenitza[cita requerida] y le pusieron el vocablo mexica Miahuatlán, nombre que hasta la fecha ostenta.
Dentro de este, también se encuentra el municipio de San Sebastián Río Hondo, lugar famoso por la producción de artesanías de lana. El 1 de marzo de 1767 se formó la octava Alcaldía Mayor con sede en Miahuatlán, que entonces comprendía las parroquias que tenían por cabecera los siguientes pueblos: San Andrés Miahuatlán, San Pablo Coatlán, Santa María Ozolotepec, San Luis Amatlán, San Agustín Loxicha, San Miguel Suchixtepec, San Mateo Piñas y San Juan Ozolotepec. Basilio Rojas señala en su obra la jurisdicción con sesenta y tres pueblos.

### Batalla del 3 de octubre
Miahuatlán es un pueblo que ha contribuido a la historia del país en actos heroicos. Esto lo muestra la Batalla de Miahuatlán del 3 de octubre de 1866, donde el Ejército de Oriente comandado por el general Porfirio Díaz (del cual lleva su nombre) y, con ayuda de gente oriunda del lugar, encabezada por el capitán Apolinar García, derrota al ejército francés al mando de Don Carlos Oronoz en la "Loma de los Nogales", denominada "la pilastra" por los habitantes del pueblo, ubicada al occidente de su territorio local.
La topografía del lugar de la batalla, en las proximidades del pueblo de Miahuatlán, y el conocimiento del terreno le dieron a Porfirio Díaz el triunfo, que después él mismo consideraría en sus memorias como la acción más estratégica y brillante que libró durante la Segunda intervención francesa en México, pues con sólo aproximadamente 1000 soldados derrotó al ejército francés, con más del doble de efectivos, mejor armados y entrenados que los soldados mexicanos; victoria que, sumada a la obtenida en la Batalla de la Carbonera, le daría a Díaz fama nacional.

### Los cuerudos, participación miahuateca en la Revolución
Se denominó cuerudos al grupo guerrillero conformado por integrantes de los pueblos que conforman el Distrito de Miahuatlán, Grupo creado por Pedro Ojeda los cuerudos quienes usaban unas vistosas "cueras" o capulinas, de ahí el nombre. Los cuerudos son una parte de la historia miahuateca que ha causado confusión, pues en las fiestas octubrinas la gran mayoría de jinetes porta cueras o capulinas. Muchos tienen la creencia que los cuerudos participaron en la batalla del 3 de octubre, pero en realidad no fue así: el grupo no se creó hasta 1916, cuando la comunidad se sintió mancillada por la ocupación militar carrancista. Para esas fechas José Inés Dávila decidió reasumir la soberanía del Estado de Oaxaca, lo cual fue considerado un acto de rebeldía por el gobierno carrancista.
En el estado la presencia militar dio origen a muchos atropellos, lo cual causó descontento en los grupos locales, en el caso de Miahuatlán la gente se fue agrupando alrededor de un conjunto de jefes locales de distintas poblaciones del distrito y accionaron como guerrillas.

### Eclipse de 1970
El 7 de marzo de 1970 hubo un eclipse total de Sol para el que Miahuatlán, por su ubicación geográfica, fue el sitio ideal para observarlo; para tal ocasión la ciudad fue declarada “Centro Científico del Mundo”.
En 2015 se celebró en Miahuatlán el 45 aniversario de aquel evento.

## Educación
La ciudad de Miahuatlán cuenta, en la zona urbana, con 35 centros educativos:
- 16 jardines de niños
- 12 escuelas de educación primaria
- Centro de Atención Múltiple N.º 19 (CAM)
- 2 colegios privados
- una escuela secundaria técnica
- una escuela secundaria general
- una escuela telesecundaria
- 2 escuelas secundarias privadas
- un CBTIS plantel 183
- un COBAO (plantel 27)
- un Conafe
- una universidad regional UNSIS
- un CEBA

## Información económica
En 2000 el distrito de Miahuatlán contaba con 2979 unidades económicas.
En 2007 existían 47 ejidos y comunidades con actividad agrícola, 33 con actividad ganadera, 19 con actividad forestal y 20 dedicados a la recolección.

## Atractivos culturales y turísticos
| Atractivos Culturales de Miahuatlán de Porfirio Díaz |                                           |                           |                      |                                      |
|                                                      |                                           |                           |                      |                                      |
| Cerro de la Cruz                                     | Monumento a los mártires del 3 de octubre | Monumento a Benito Juárez | Cerro Gordo          | Explanada Municipal                  |
|                                                      |                                           |                           |                      |                                      |
| Kiosco Municipal                                     | Poza del Gallo                            | La Pilastra               | Los Arcos Miahuatlán | Templo viejo de Sta. Catarina Cixtla |

## Tradiciones

### Fiesta conmemorativa a la Batalla de Miahuatlán
Miahuatlán ha celebrado todas las fechas consagradas por la historia con entusiasmo y con alegría; pero la fiesta patriótica más importante, la más lucida, la que despierta el amor a la patria y el entusiasmo de todos los habitantes a nivel distrito y estatal, es la conmemoración de la histórica “Batalla de Miahuatlán” dada en los aledaños de la población el 3 de octubre del año de 1866.
Las fiestas se inician el día uno de octubre, erigiendo un arco conmemorativo de la fecha en que llegó la avanzada del Ejército Republicano a Miahuatlán al mando del teniente coronel Feliciano García Bustamante, el arco se levanta frente a la casa que habitó don Chano como afectuosamente fue llamado este patricio republicano, con la asistencia de todas las autoridades municipales, a la vez que se desarrolla un programa literario musical, a partir de las 20:00 h. 
En la explanada del mercado público municipal, “Lic. Orfa Bohórquez Valencia”, se lleva a cabo un grandioso y lucido acto social, al cual asiste el pueblo en general, para presenciar la solemne coronación de la reina de las fiestas de octubre, previa en minuciosa selección de las hermosas damas de la ciudad, amenizado por bandas de música de viento, de pueblos aledaños, conjuntos musicales, bandas de guerra de algunas escuelas seleccionadas por tal efecto.
La reina de las fiestas octubrinas es acompañada por señoritas embajadoras ataviadas con sendos ropajes, propios para el acto de coronación, chambelanes portando trajes de etiqueta, el heraldo llevando la trompeta en una mano y en la otra el decreto escrito en pergamino por el que se declara reina de las fiestas octubrinas a la señorita que fue seleccionada previamente.

### Expoferia en Miahuatlán
Del 1 al 5 de mayo se lleva a cabo la gran Expoferia, artesanías, eventos socioculturales, jaripeos, peleas de gallos, con una duración de cinco días, en la que participan productores del mezcal, del maguey y sus derivados de toda la región, a la que asiste, la población en general, las agencias municipales, los municipios aledaños, así como también personas simpatizantes, bandas de música de viento, ciudadanos y familiares representativos y significativos de la ciudad de Oaxaca de Juárez.

### Fiestas religiosas
Las relaciones entre el pueblo y la iglesia, con los festejos religiosos, tan profundos en el pueblo, son parte de las costumbres populares, Miahuatlán ha sido un pueblo religioso y por consiguiente realiza determinados actos que están comprendidos dentro de sus manifestaciones religiosas.
La Semana Santa es una de las principales fiestas religiosas del año, que tiene sus albores desde el Miércoles de Ceniza, va planeándose en cada uno de los viernes de Cuaresma para terminar en la Semana Mayor. El Domingo de Ramos es muy numerosa la asistencia de fieles en el templo por ser el día de la bendición de las palmas, que los devotos guardan en sus casas, porque en caso de tempestades preservan contra los rayos quemando una palmita bendita. 
Al llegar el Jueves Santo todo el pueblo católico desfila por las calles para concurrir a los oficios divinos. El Viernes Santo se celebra en la vía pública la procesión del “encuentro”, los fieles andan de negro en señal de luto, en el templo el sacerdote con la concurrencia celebra la liturgia propia de ese día.
El Sábado Santo la iglesia católica amanece de luto junto a la tumba de su Señor, en la ciudad reina profundo silencio, por la noche en el templo abarrotado de fieles, el sacerdote celebra la Misa de Gloria, en el que se abre la gloria, tocan las campanas que habían enmudecido el Jueves Santo después de la misa vespertina, se toca el órgano y ahora ya todo es alegría, la vida de la ciudad vuelve a la normalidad.
El domingo de Resurrección se hace una misa solemne en el templo y por la tarde una gran procesión recorre el pueblo con la imagen de Cristo resucitado ascendiendo al cielo.
El 7 de octubre grandes celebraciones de honor y alabanza a “Nuestra Señora del Rosario”, patrona de la ciudad de Miahuatlán, previo novenario, hay convite, calenda, rendidas de culto de todas colonias, barrios, agencias municipales, y pueblos circunvecinos y la población en general, música, repiques de campanas y cohetería.
El día de la fiesta por la tarde una procesión pasa por las principales calles de la ciudad, llevando en andas a la taumaturga imagen de la virgen de “Nuestra Señora del Rosario”. Todo el pueblo católico acude a esta celebración, por la noche se queman vistosos fuegos pirotécnicos y el castillo fabricado por los amantes de este espectacular arte.
El día primero de noviembre la iglesia celebra la festividad de Todos los Santos, siendo esta una fiesta popular que todos los habitantes del municipio celebran, sin que haya un solo hogar, por pobre que sea, que no recuerde ese día y lo conmemore conforme a sus recursos, pues la fiesta de los muertos es la más importante de todo el año para el pueblo que no omite esfuerzos, ni sacrificios para festejar ese día.